# Aeroplane Monthly
Aeroplane (ancienne Aeroplane Monthly) est une revue britannique consacrée à l’histoire de l’aviation et leur préservation de nos jours.

## Généralités
La revue Aeroplane Monthly apparaît pour la première fois au mois de mai 1973. Elle est éditée par IPC Business Press Ltd et publiée en association avec Flight International. Le premier rédacteur en chef de la publication se nomme Richard T. Riding, l’éditorial est assuré par Philip Jarrett et le directeur de publication est Maurice A. Smith DFC. Les consultants à cette période ont pour nom J. M. Ramsden, J. M. Bruce et B. C. Wheeler.
La revue se concentre principalement sur le développement de l’aviation couvrant les années 1930 à 1960 avec une prédilection marquée pour les pays de l’ancien Empire britannique. Elle aborde les thèmes de l’histoire de l’aviation et de la préservation des aéronefs pour les générations futures. Pour cela, des illustrations sont proposées sous la forme de photographies noir et blanc, couleurs ainsi qu’avec des plans trois-vues. Pour ce faire, il est largement fait appel aux archives des revues Flight et The Aeroplane ainsi qu’à des archives « modernes ». Des appareils peu décrits dans d’autres publications sont ainsi mis en valeur grâce à cette revue. Chaque numéro comporte environ 64 pages.
En 1999, la revue perd son appellation Monthly pour devenir simplement Aeroplane. Avec le No. 331 de novembre 2000 apparaît également la rubrique Database qui détaille précisément un appareil particulier chaque mois.

## Source
Aeroflight.co.uk